# Анаконда 4: Кривавий слід
«Анаконда 4: Кривавий слід» (англ. Anacondas: Trail of Blood) — телевізійна стрічка 2009 року про анаконду, яка внаслідок експерименту отримала можливість відновлюватись.

## Синопсис
Пітер Рейснер використовує дитинча анаконди в експерименті, внаслідок нього тварина може вирости до велетенських розмірів і жити довше. Коли експеримент вдається науковець знищує все. Змія втікає з клітки та вбиває вченого. Мільярдер Мердок, у якого рак кісток, відправляє своїх найманців дістати сироватку, створену Рейснером.
Аманда намагається знищити орхідеї в шахті, але анаконда нападає і двоє офіцерів гинуть. Групи людей вирушають на пошуки велетенської змії, яка завдяки сироватці стала сильнішою. Після укусу павука Гізер починає хворіти. Наступного дня людей з'їдає анаконда, а ті, що вижили піддаються нападу найманців Мердока.
Аманда та Джексон змушені вирушити на пошуки сироватки. Жінці вдається її знайти, вона вирішує заховати її. Від нападу змії знову гинуть люди. Аманда змогла кинути в анаконду бензобак, підпаливши його. Хоча монстр відновлюється та він втікає.
У таборі на Мердока чекає неприємна новина: його найманець Юджин перейшов на бік ворога Василя. Відбувається сутичка. Мердок пропонує Аманді угоду. Вона дає сироватку, яка допомогла Мердоку та анаконда невдовзі зжерла його. Аманді, Гізер, Алекс і Джексон утікають, а змія ховається в лісі.

## У ролях
| Актор           | Роль         |
| --------------- | ------------ |
| Крістал Аллен   | Аманда Гейс  |
| Лінден Ешбі     | Джексон      |
| Джон Ріс-Девіс  | Пітер Мердок |
| Денні Мідвінтер | Скотт        |
| Ана Улару       | Гізер        |
| Еміль Гоштіна   | Юджин        |
| Анка Андрон     | Венді        |
| Келін Станцу    | Алекс        |
| Клаудіу Блеонц  | Армон        |

## Створення фільму

### Виробництво
Знімання фільму проходили в Румунії.

### Творча група
- Кінорежисер — Дон І. ФонтЛеРой
- Сценарист — Девід Олсон
- Кінопродюсер — Елісон Семенца
- Композитор — Пітер Мейснер
- Кінооператор — Дон І. ФонтЛеРой
- Художник-постановник — Сербан Порупко
- Артдиректор — Влад Росену
- Художник-декоратор — Джина Станку
- Художник-костюмер — Ана Марія Куку
- Підбір акторів — Джефф Джеррард, Джилліан Госер[2]

## Сприйняття
Фільм отримав негативні відгуки. На сайті Rotten Tomatoes оцінка стрічки становить 20 % на основі 25 204 відгуки від глядачів із середньою оцінкою 2,4/5. Фільму зарахований «розсипаний попкорн» від глядачів, Internet Movie Database — 3,0/10 (4 043 голоси).